# خطري ولد الطالب جدو
خطري ولد الطالب جدو (1952 -9 مارس 2005 م) محامي وسياسي موريتاني، شغل منصب وزير لمحو الأمية وللتعليم الأصلي في حكومة موريتانيا. يعد أحد القادة التاريخيين للتيار البعثي في موريتانيا وهو مؤسس حزب الطليعة البعثي الذي تأسس بعد إعلان التعددية السياسية في موريتانيا عام 1991م قبل أن يتم حظره في أعقاب قطع العلاقات الدبلوماسية مع العراق في أكتوبر 1999م. عضو مؤسس في رابطة حقوق الإنسان الموريتانية، وعضو اتحاد الحقوقيين الموريتانيين.

## حياته
من مواليد 1952 بمركز أبو بكر بن عامر (الغدية) بولاية تكانت، من أبوين موريتانيين، ومن أسرتين تاريخيتين: الأولى تاريخية في مجال جمع وتعليم التراث العربي الإسلامي من قرآن وفقه وعلوم اللغة والثانية تاريخية في مجال الطب وعلوم الحياة الأخرى.
تربى تربية بدوية عربية، كانت جدته لأمه لعبت دورا كبيرا في تنشئته وتربيته، بدأ حياته الدراسية بدراسة القرآن الكريم وعلومه، قبل أن يلتحق بالمدرسة الابتدائية سنة 1963-1964 م.
في 1968 بدأ الاحتكاك المتواصل بالمدينة، حيث حاول وقتها ممارسة التجارة، لكن محيطه الاجتماعي العام متأصل في العلم والمعرفة أكثر منه في التجارة. في عام 1969م بدأ بالتردد على المركز الثقافي المصري في نواكشوط للمطالعة ومتابعة المستجدات السياسية في الوطن العربي وقتها حيث قامت ثورة تموز في العراق، وثورة الفاتح في ليبيا، وشهدت نفس الفترة رحيل الزعيم الراحل جمال عبد الناصر، وكلها عوامل ولدت في نفس الشاب خطري مزيدا من العزم على متابعة الدراسة، وترسخت قناعته بالمشروع القومي العربي الذي قرر أن يكون جزءً منه فانضم إلى صفوف حزب البعث العربي الاشتراكي.
خلّف بنتان و ولدان :
- زينب 
-افراح
-الطالب جدو 
-محمد البناني 

## مسيرته السياسية
في 1970-1971 قرر السفر بمفرده إلى العراق مرورا بليبيا ثم مصر فسورية وأخيرا العراق، وكان وقتها مصحوبا ببعض الشباب الموريتاني.بين سنتي 1972-1973م التحق بثانوية الأعظمية ببغداد التي حصل فيها على باكلوريا التعليم الثانوي (الفرع الأدبي).
وفي سنة 1976-1977 التحق بالدراسة الجامعية في كلية القانون والسياسة بجامعة بغداد التي حصل منها التي تخرج فيها سنة 1981. وفي 1982-1983م سجل لدراسة الماجستير في المعهد العالي للبحوث والدراسات العربية التابع لجامعة الدول العربية، إلا أن ذلك الحلم لم يتحقق له بسبب تدخل من وزارة التعليم في موريتانيا حيث قطعت منحته وسحبت المقعد. بعدها قرر المناضل خطري ولد الطالب جدو العودة إلى موريتانيا بعد أن أكمل جميع مراحل دراسته على حسابه الخاص.
وبعد عودته بدأ بممارسة مهنة المحاماة بالتدريب في مكتب الأستاذ إبراهيم ولد أبتي، قبل أن يفتح مكتبه الخاص حيث سجل نجاحا كبيرا في ميدان عمله وحظي باحترام كل زملائه في المهنة.
وفي 1986 انتخب عضوا في مجلس هيئة المحامين الموريتانيين. كان الرفيق خطري يمتاز بصفاة قيادية وقد أهله ذلك لقيادة الحركة الطلابية خلال مراحل دراسته، ففي 1973-1974م شارك مع مجموعة من الرفاق في تأسيس فرع للاتحاد الديمقراطي لطلبة موريتانيا في العراق وانتخب نائبا لرئيسه. وفي 13 مايو 1975 شارك مع مجموعة من الرفاق بتأسيس رابطة الطلاب الموريتانيين في العراق التي انتخب رئيسا لها بالإجماع في السنوات من 1976 إلى 1981م.
تدرج في تنظيم حزب البعث العربي الاشتراكي وشغل مناصب قيادية مختلفة لفترات طويلة. وبعد إقرار دستور 20 يوليو الذي يتيح التعددية ويفتح الباب أمام حرية الأحزاب السياسية كان الرفيق خطري على رأس مجموعة من المؤمنين بالله والوطن قاموا بتأسيس حزب الطليعة الوطنية الذي كان أمينه العام، واستطاع الحزب أن يسجل حضورا كبيرا في الساحة وسجل ثقلا في الانتخابات الرئاسية.

### الوزارة
حمل الأستاذ خطري حقيبة وزارية في أول حكومة بعد إقرار التعددية حيث عين كاتبا للدولة مكلفا بمحو الأمية وبالتعليم الأصلي، عمل النظام وأجهزته الأمنية على الإساءة إلى حزب الطليعة الوطنية وأمينه العام وكانت النتيجة خروج الرفيق خطري من الوزارة وإحداث انشقاق في صفوف الحزب لتكون هناك قيادتان ومقران لكل منهما جماهيره وأتباعه.
وفي خطوة أربكت أجهزة أمن النظام وأثلجت صدور الرفاق من الفريقين قام الرفيق خطري بإعلان استقالته مسلما وثيقة الاعتراف بالحزب إلى القيادة الأخرى التي كان على خلاف معها داعيا جميع الرفاق إلى الوحدة والالتزام بقيادة الحزب وأمينه العام د. محمدِّ النحوى، وقال الرفيق خطري ساعتها إنه يرفض أن يكون سببا في شق الحزب الذي أسسه وقاده بكل مبدئية وإخلاص.[بحاجة لمصدر]
ومنذ ذلك التاريخ اعتزل الرفيق خطري العمل السياسي في موريتانيا، إلا أنه ظل حاضرا في المواقف الوطنية والقومية بروح المناضل البعثي المؤمن الصابر المجاهد، ولاقى في سبيل ذلك ما لاقاه من ظلم وسجن وتعسف من طرف النظام وأجهزته، وقد عبر عن مواقفه وآرائه حول مجمل القضايا الوطنية والقومية من خلال ندوات ومقالات ومعالجات في عدة صحف. توفي بعد صراع مع المرض.